# 圖勒湖
45°55′9″N 7°11′56″E / 45.91917°N 7.19889°E

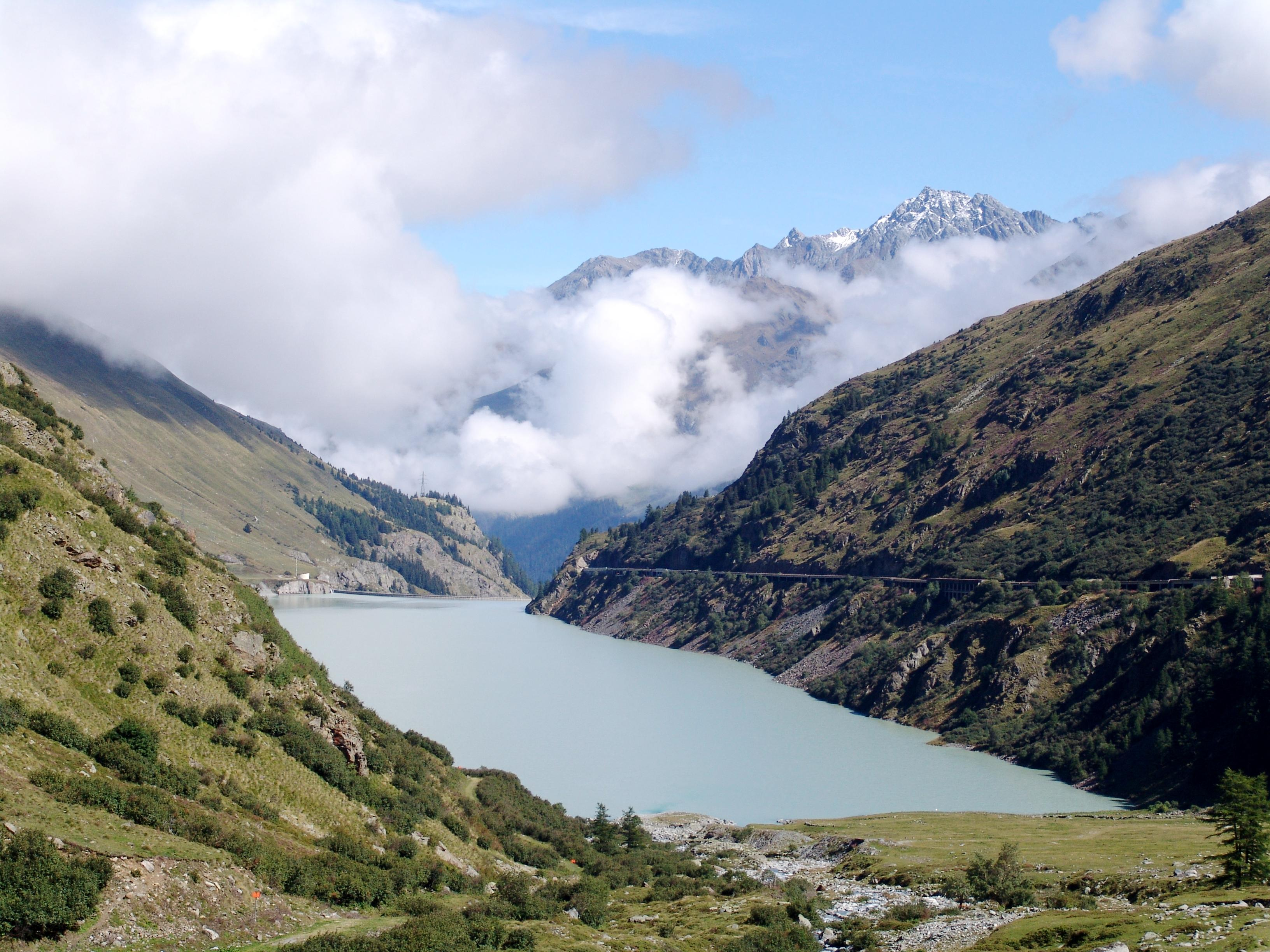

圖勒湖（Lac des Toules），是瑞士的一座水庫，位於該國西南部，由瓦萊州負責管轄，長2.0公里，面積0.6平方公里，海拔高度1,810米，最大水深75米，水體容量2,015萬立方米。